# Pempheris molucca
Pempheris molucca är en fiskart som beskrevs av Cuvier 1829. Pempheris molucca ingår i släktet Pempheris och familjen Pempheridae. Inga underarter finns listade i Catalogue of Life.